# 栃原駅
栃原駅（とちはらえき）は、三重県多気郡大台町栃原にある、東海旅客鉄道（JR東海）紀勢本線の駅である。

## 歴史
当駅は1923年（大正12年）、鉄道省紀勢東線（現・紀勢本線）相可口駅（現・多気駅） - 当駅間延伸時に終端駅として開設、その僅か6ヶ月程後の同年9月には当駅 - 川添駅間の1駅分だけ延伸され、終着駅では無くなった。
その後当駅は昭和34年に現在の紀勢本線が全通し亀山駅 - 和歌山駅（現・紀和駅）間が紀勢本線となったのを受け、国鉄紀勢本線の駅となり、更に国鉄分割民営化に伴い、JR東海の駅となって現在に至っている。

### 年表
- 1923年（大正12年）
  - 3月20日：鉄道省紀勢東線（現・紀勢本線）の終着駅として開設[1][2]。
  - 9月25日：紀勢東線当駅 - 川添駅間延伸[1]、途中駅となる。
- 1959年（昭和34年）7月15日：線路名称改定。紀勢東線が紀勢本線へ編入、同線の駅となる[1]。
- 1972年（昭和47年）11月1日：貨物取扱廃止[2]。
- 1983年（昭和58年）12月21日：無人駅化[3]、荷物扱い廃止[2]。
- 1987年（昭和62年）4月1日：国鉄分割民営化に伴い、JR東海の駅となる[1][2]。
- 2000年（平成12年）2月：木造駅舎解体、簡易駅舎新築。

## 駅構造
相対式ホーム2面2線を有する列車交換可能な地上駅。2000年2月に木造駅舎は解体され、簡易駅舎が建てられた。両ホームは跨線橋で連絡している。
多気駅管理の無人駅。

### のりば
| 番線 | 路線      | 方向 | 行先             |
| ---- | --------- | ---- | ---------------- |
| 1    | ■紀勢本線 | 下り | 尾鷲・新宮方面   |
| 2    | ■紀勢本線 | 上り | 松阪・名古屋方面 |

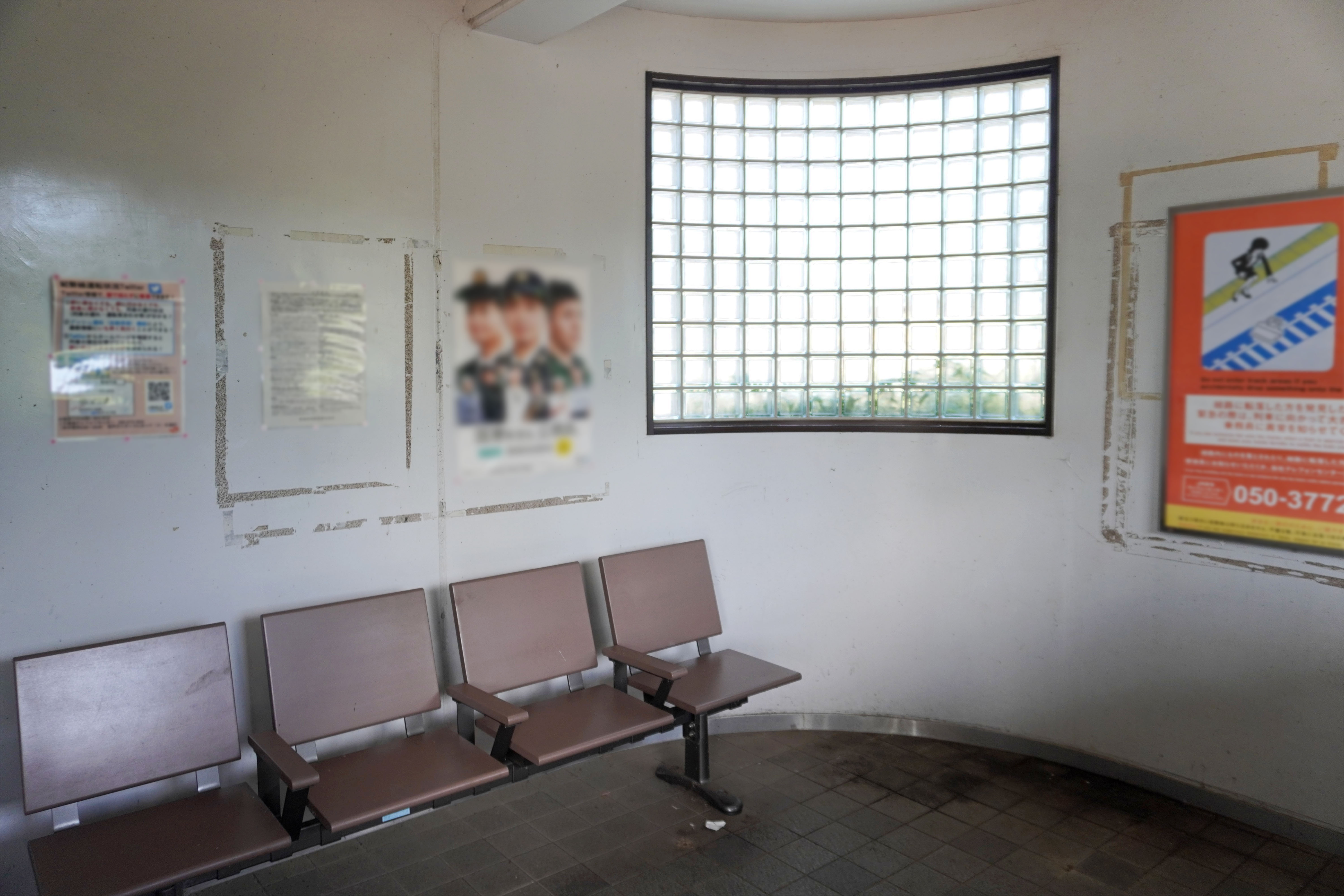
待合室（2023年7月）
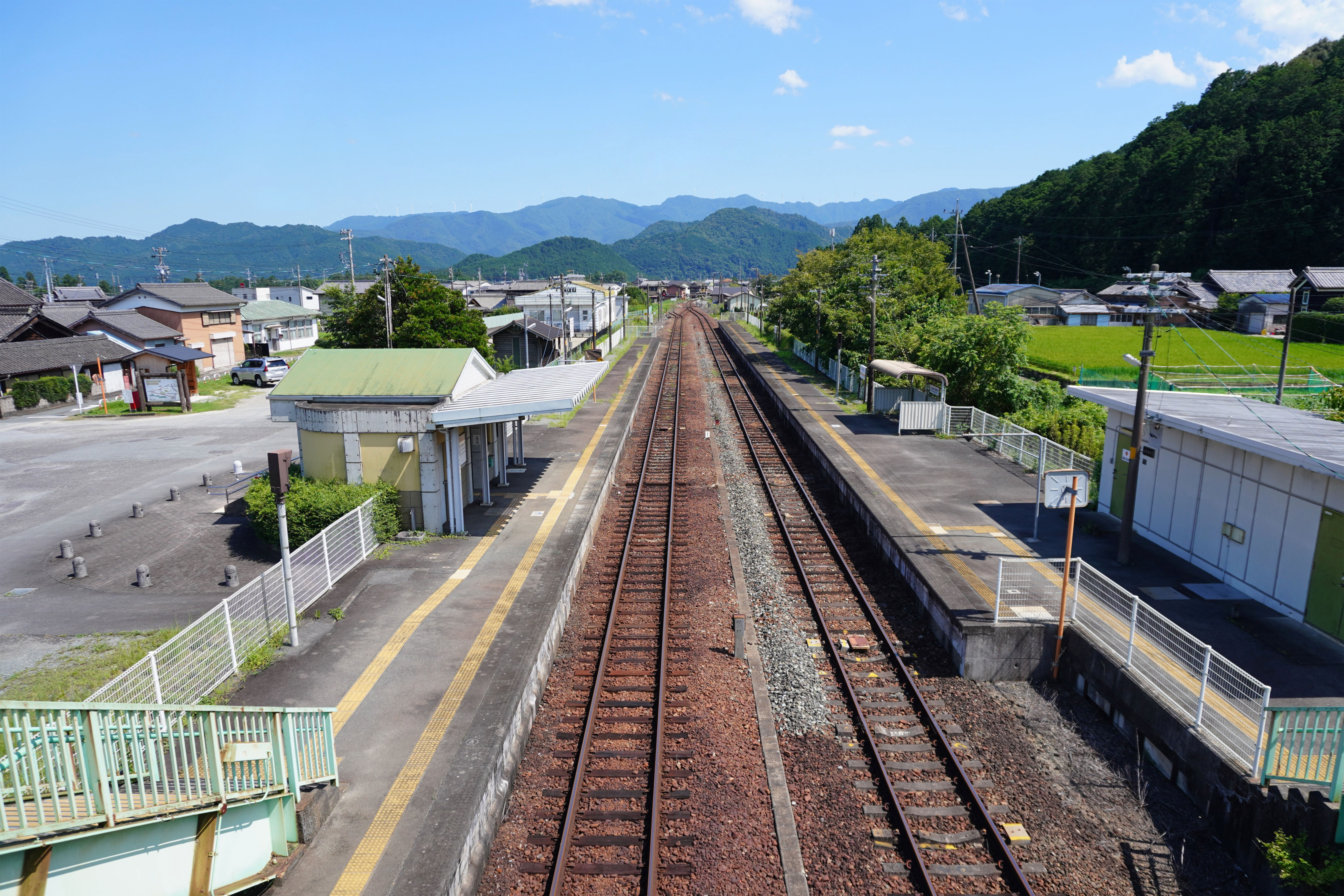
ホーム（2023年7月）

## 利用状況
「三重県統計書」によると、近年の1日平均乗車人員の推移は以下の通り。
| 年度   | 1日平均 乗車人員 |
| ------ | ---------------- |
| 1998年 | 206              |
| 1999年 | 202              |
| 2000年 | 181              |
| 2001年 | 175              |
| 2002年 | 159              |
| 2003年 | 151              |
| 2004年 | 142              |
| 2005年 | 143              |
| 2006年 | 140              |
| 2007年 | 144              |
| 2008年 | 145              |
| 2009年 | 147              |
| 2010年 | 127              |
| 2011年 | 124              |
| 2012年 | 121              |
| 2013年 | 137              |
| 2014年 | 137              |
| 2015年 | 138              |
| 2016年 | 122              |
| 2017年 | 111              |
| 2018年 | 116              |
| 2019年 | 117              |

## 駅周辺
- 川添神社
- 国道42号
- 大台町立日進小学校
- 伊勢自動車道勢和多気IC
- 柳原観音
- 熊野古道伊勢路：ここから田丸方面に到る道となる。
- 栃原郵便局
- JA多気郡 大台東部支店
- VISON（アクアイグニスの姉妹施設）
- コケコッコー共和国

## バス路線
三重交通が運行する路線バスが発着する。
- 「栃原駅口」停留所
  - 54系統・56系統・57系統：松阪駅前
  - 54系統：三瀬谷
  - 56・57系統：三交南紀・道の駅奥伊勢おおだい
- 「栃原駅前」停留所
  - 54系統：三瀬谷

## 隣の駅
東海旅客鉄道（JR東海）
■紀勢本線
佐奈駅 - 栃原駅 - 川添駅